# Santa Maria (Osasco)

Vista aérea do bairro Santa Maria

Santa Maria é um bairro localizado em Osasco, São Paulo, Brasil.É delimitado ao Norte pelos
bairros Conjunto Metalúrgicos e Jardim Veloso; a Leste com o bairro Conceição ; ao Sul com o bairro Raposo Tavares; a Oeste com o município de Cotia. O bairro tem os seguintes loteamentos: Chácaras Fazendinha; Jardim Santa Maria; Recanto Das Rosas; Chácara Santa Margarida; Fazenda dos Andrades; Jardim 1º de Maio.

## Principais vias
- Estrada das Mimosas
- Estrada das Rosas
- Estrada das Margaridas
- Avenida Victor Cívita[4][3]

## Educação
- EMEI Messias Gonçalves da Silva
- EMEF Messias Gonçalves da Silva
- EMEF Monsenhor Elídio Mantovani
- EMEF Professora Zuleika Gonçalves Mendes[2]

## Saúde
- UBS III Santa Maria[2]

## Dados da segurança pública do bairro
| Ocorrências de 2004                    | Números | Porcentagem % |
| -------------------------------------- | ------- | ------------- |
| Homicídio doloso                       | 2       | 2,08          |
| Duplo homicídio                        | 1       | 1,04          |
| Homicídio culposo – delito de trânsito | 1       | 1,04          |
| Tentativa de homicídio doloso          | 6       | 6,25          |
| Estupro                                | 1       | 1,04          |
| Furto                                  | 45      | 26,04         |
| Roubo                                  | 25      | 26,04         |
| Roubo de veículos                      | 25      | 26,04         |
| Furto de veículos                      | 10      | 10,42         |
| Total Ocorrências                      | 96      | 100,0         |

Fonte - Secretaria de Gestão Estratégica – Pesquisa - 2005